# Bolszoj Kunalej
Bolszoj Kunalej (ros. Большой Куналей) – wieś w Rosji, w Buriacji, w rejonie tarbagatajskim. W 2021 liczyła 952 mieszkańców.